# Camel at the Royal Albert Hall
Camel at the Royal Albert Hall is een livealbum van Camel. Camel trad op 17 september 2018 op in de Royal Albert Hall. De band liet in de periode vanaf het vorig album The Snow Goose slechts af en toe wat van zich horen. Bandleider Andrew Latimer probeerde te leven met de beperkingen van zijn ziekte (hij onderging een levertransplantatie), bovendien overleed de toetsenist van dienst van dat album Guy LeBlanc. Latimer schreef dan ook nauwelijks nieuwe muziek, maar kon terugkijken op een groot oeuvre. De concertserie in 2018 greep terug op het album Moonmadness waarmee Camel in 1976 furore maakte binnen de progressieve rock. Het gehele album werd uitgevoerd tijdens de concertreeks, maar dan met nieuwe muzikanten. aangevuld met materiaal uit de geschiedenis van de band. 
Hij bedankt ook tijdens dit concert zijn muzikale collega’s uit het begin van de band Peter Bardens, Doug Ferguson en Andy Ward.

## Musici
- Andrew Latimer – zang, gitaar
- Colin Bass – zang, basgitaar
- Pete Jones – toetsinstrumenten, saxofoon, zang
- Denis Clement – drumstel, percussie

## Muziek
| Nr. | Titel               | Duur  |
| --- | ------------------- | ----- |
| 1.  | Aristillus          | 2:04  |
| 2.  | Song within a Song  | 7:51  |
| 3.  | Chord Change        | 7:36  |
| 4.  | Spirit of the Water | 2:49  |
| 5.  | Another Night       | 7:08  |
| 6.  | Air Born            | 5:43  |
| 7.  | Lunar Sea           | 11:05 |
| 8.  | Unevensong          | 7:31  |
| 9.  | Hymn to Her         | 5:53  |
| 10. | End of the Line     | 7:40  |

| Nr. | Titel          | Duur  |
| --- | -------------- | ----- |
| 1.  | Coming of Age  | 8:06  |
| 2.  | Rajaz          | 12:23 |
| 3.  | Ice            | 9:28  |
| 4.  | Mother Road    | 9:31  |
| 5.  | Hopeless Anger | 5:33  |
| 6.  | Long Goodbye   | 7:00  |
| 7.  | Lady Fantasy   | 15:06 |